# Station Shirahama
 Station Shirahama  (白浜駅,  Shirahama-eki) is een treinstation uitgebaat door de West Japan Railway Company. Het station ligt in de Japanse gemeente  Shirahama in de prefectuur Wakayama. Het station ligt op de Kisei-lijn (Kinokuni-lijn). Sommige expresstreinen zoals de Super Kuroshio, de Ocean-Arrow en de JR Kuroshio-go stoppen ook in Shirahama.
Het station werd geopend op 20 december 1933.

## Perrons
| 1 | ■Kinokuni-lijn | richting Wakayama en Shin-Osaka                |
| 2 | ■Kinokuni-lijn | richting Wakayama en Shin-Osaka                |
| 2 | ■Kinokuni-lijn | richting Shingu en Kushimoto                   |
| 3 | ■Kinokuni-lijn | richting Shingu en Kushimoto                   |
| 4 | ■Kinokuni-lijn | richting Wakayama en Shin-Osaka                |
| 4 | ■Kinokuni-lijn | richting Shingu en Kushimoto (1 trein per dag) |